# Collins Radio
Pour les articles homonymes, voir Collins.
Collins Radio est une entreprise américaine construisant des émetteurs et récepteurs professionnels et du matériel d'aide à la navigation aéronautique, membre de Rockwell-Collins.
Elle fut rendue célèbre par le premier récepteur adapté au trafic en BLU, le 75-A, dont la stabilité et la sélectivité étaient uniques dans les années 1950. Collins inventa également le filtre mécanique de réception, adapté à la BLU, et perfectionna le récepteur superhétérodyne.
Dans le milieu radioamateur, le matériel Collins était l'étalon de qualité des années 1960.
Aujourd'hui Collins produit des équipements de télécommunications militaires et d'aviation.  